# 조지아 인터내셔널 컨벤션 센터
조지아 인터내셔널 컨벤션 센터(Georgia International Convention Center)는 미국 조지아주 칼리지파크에 위치한 실내 경기장이다.